# SU-155
Le Groupe SU-155 («Direction du chantier de construction 155») est une holding russe à intégration verticale fondée en 1954.

## Histoire
Le Groupe de Sociétés, «SU–155» a restauré dans les années 2000 l'école du dimanche près de l'église de Boris et Gleb à Ziouzino à Moscou, et l'église incendiée Saint Serge de Radonège au village Verkhnyaya Vereya dans la région de Nijni Novgorod. La société a également construit l’église de l'Intercession de la Mère de Dieu à Iassenevo à Moscou et la cathédrale l'Intercession de la Mère de Dieu à la ville d’Ivanovo.
Entre 2002 et 2005, le Groupe de Sociétés « SU–155 » a reconstruit la cathédrale de saint Nicolas de Myre (Nicolas le Blanc) dans la ville de Serpoukhov.
En 2013, l'entreprise construit 3 700 appartements à Moscou. La même année est construite une usine de construction d'ascenseurs, et Mikhaïl Balakine vend sa quote-part à la banque,.
Le chiffre d'affaires du Groupe de Sociétés «SU-155», d’après un bilan de 2013, s’élève à 114,2 milliards de roubles,,.

## Équipe dirigeante
Le propriétaire principal de la Société est le Président du Directoire Mikhaïl Balakine qui occupe en 2014 la 52e place dans la liste des 200 hommes d'affaires les plus riches de Russie.
Le Directeur Général de la SARL «La Société immobilière de la Sibérie Orientale» (qui fait partie du Groupe de Sociétés «SU-155») est Ilia Mikhaltchouk.

## Organisation
À Serpoukhov (oblast de Moscou) le GS «SU-155» construit un conglomérat industriel d'une valeur de plus de 10 milliards de roubles (295 millions de dollars ou 215 millions d’euros). Y entreront l' mise en exploitation en 2013 à Serpoukhov l'usine de production de l'armature et l'entreprise des charpentes métalliques. Le chiffre d'affaires du conglomérat pourrait atteindre 25 milliards de roubles (740 millions de dollars ou 540 millions d’euros) par an,.
En 2013-2014 le Groupe de Sociétés déclare ou commence la construction des nouvelles entreprises industrielles dans Penza, Iskitim (Oblast de Novossibirsk) et Volgograd.